# Dolicholobium
Dolicholobium es un género con 45 especies de plantas con flores perteneciente a la familia de las rubiáceas. Se encuentra en Malasia y sudoeste del Pacífico.

## Especies seleccionadas
- Dolicholobium acuminatum Burkill (1900).
- Dolicholobium aneityense Guillaumin (1932).
- Dolicholobium barbatum M.E.Jansen (1983).
- Dolicholobium brassii Merr. & L.M.Perry (1944).[3]